# Afrique contemporaine
Afrique contemporaine est une revue  francophone de réflexion sur le continent africain fondée en 1962 . Éditée par La Documentation française depuis sa création, le titre a été repris de 2003 à 2021 par l'Agence française de développement (AFD). En 2022, une association indépendante, La Nouvelle Afrique contemporaine, a décidé d'en reprendre l'édition avec la collaboration de Cairn.

## Historique
De 1962 à 1985, le rédacteur en chef de la revue est Robert Cornevin, directeur du Centre d'études et de documentation sur l'Afrique et l'outre-mer (CEDEAOM). La revue est produite par la Documentation française, La ligne éditoriale est alors la suivante : « étude des évènements et collecte des documents et des publications qui, dans les domaines politiques, économiques, sociaux et culturels, concernent l’Afrique noire ». Chaque numéro comporte trois grandes parties : notes, faits et documents, écrits sur l’Afrique.
À ses origines, Afrique contemporaine est une revue documentaire, dédiée à la présentation et au commentaire - souvent bref - de textes publiés sur l’Afrique (reproduction d’articles tirés de publications autres, textes juridiques ou politiques, chartes d’organisation régionales, constitutions nationales, listes de gouvernements…).
Afrique contemporaine devient une revue de référence  dans les milieux de la recherche, de la diplomatie et de l’économie. En 1971, apparaissent les articles de fond, construits sur des dossiers qui viennent compléter le travail de recension bibliographique. En 1988, une plus grande place est donnée à ces articles de fond.
Au début des années 1990 marque le début des difficultés pour la revue Afrique contemporaine, en raison de l’apparition d’Internet, qui permet la diffusion sur la « toile » d’articles de réflexion et d’information, et ce, gratuitement et de la montée en puissance d’autres revues, telle que Politique africaine. Les lecteurs, plus sélectifs, se tournent vers les revues spécialisées, adossées à des universités où travaillent les spécialistes de l’Afrique. La baisse de budget du Ministère des affaires étrangères et le déclin des bibliothèques africaines mettent à mal le modèle économique d’Afrique contemporaine.
En 2002, l’Agence française de développement - qui commence à se positionner sur la « production intellectuelle » autour des thématiques de développement - propose à la Documentation française de prendre en charge la revue, tant sur le plan financier qu’au niveau de sa rédaction, en veillant à ne pas porter atteinte à son indépendance scientifique. Une grande autonomie lui est accordée. La ligne éditoriale est élargie aux questions du développement, ce qui lui vaut de prendre le sous-titre de « la revue de l’Afrique et du développement ».
En 2005, un accord est signé avec l’éditeur belge De Boeck, qui devient l’éditeur de la revue dans son édition papier. Cet accord permet à la revue, dans un partage de rôles, de profiter du portail Internet Cairn.info, qui offre une large diffusion des articles. L’accueil d’Afrique contemporaine par l’AFD conforte la production de la revue et la diffusion électronique des papiers connaît un succès ainsi qu’en témoigne l’essor rapide et soutenu des consultations en ligne (un million de lecteurs ont consulté le site d’Afrique contemporaine en 2021).
En  janvier 2006, une refonte éditoriale est menée : le trimestriel devient une revue scientifique respectée. Le renouvellement de sa gouvernance et la mise en place d’une stratégie de diffusion Internet permettant d’atteindre plus efficacement le lectorat africain, tout en s’accompagnant d’un renouvellement de la version papier.Moderne par son esthétique et rigoureuse dans son processus d’évaluation, elle réussit à se faire une place de choix parmi les revues pluridisciplinaires de recherches sur le continent africain.
En 2019, une crise intervient. L’AFD  décide de ne pas publier, contre l’avis du Conseil scientifique, un numéro consacré au Mali. Il en résulte une grave crise médiatisée avec le départ d’une partie des membres du CS et celui fracassant de son rédacteur en chef. Marc-Antoine Pérouse de Montclos . Cet évènement fâcheux menace la poursuite de l'aventure éditoriale. En 2020, après deux numéros double, la fin d’AfCo a été annoncée par l'AFD qui a  donc décidé de se retirer du portage de la revue, ne voulant plus la financer, et être prête à céder son titre à une entité existante ou à créer.
À noter que le numéro refusé par l’AFD a été intégralement publié par la Revue canadienne d’études africaines.
Onze membres du CS qui avaient participé à la vie de la revue depuis parfois des décennies décident en 2021 de poursuivre l’aventure. AfCo ne pouvait pas disparaître du paysage scientifique et doit poursuivre son œuvre d’ouverture pluridisciplinaire aux réalités contemporaines du continent africain. Ils créent en 2022 l'association « Nouvelle Afrique contemporaine » qui reprend le titre et assure désormais l'édition de la revue. Le numéro 273 sort en juin 2022 et l'activité éditoriale reprend sur une base semestrielle. Le projet porté par la revue demeure d’actualité au moment où la relation entre la France (et l’Europe) et l’Afrique est un sujet de controverses et que son renouvellement passe par l’échange sur des bases enracinées dans les réalités du terrain et par la démarche scientifique.

## Thématiques
Elle est une revue scientifique pluridisciplinaire dédiée à l’étude des dynamiques africaines. Elle s’adresse à tous les acteurs — chercheurs, étudiants, journalistes, décideurs, membres de la société civile ou simples observateurs — intéressés par le continent dans sa diversité. Afrique contemporaine met un accent particulier sur la formulation et la mise en œuvre de politiques publiques. Elle porte le témoignage des aspirations nouvelles exprimées par les « acteurs de changement » à la conquête des souverainetés fondamentales (démocratie, politique, diplomatie, sécurité, économie).
Afrique contemporaine s’efforce, dans le même temps, de rendre compte des liens entre l’Afrique et le reste du monde.
Enfin, la revue entend donner toute sa place à l’analyse de la diversité des trajectoires des pays du continent telles qu’inscrites dans une histoire, des institutions et une sociologie spécifiques afin d’éclairer les réalités actuelles.
La revue est éditée depuis mars 2022 par  l'association "Nouvelle Afrique contemporaine".. La revue publie des numéros thématiques (dossiers), des varias sous différentes rubriques indépendantes (« Actualités africaines », « Entretiens », « Controverses », « Histoire », etc.) et des recensions d’ouvrages.
Elle est diffusée en ligne en texte intégral sur Cairn.info, portail de revues de sciences humaines et sociales. Les numéros publiés depuis 2003 sont disponibles en version électronique sur le portail Cairn.